# San Salvo
San Salvo är en ort och kommun i provinsen Chieti i regionen Abruzzo i Italien. Kommunen hade 20 171 invånare (2018).